# Adam Czajka
Adam Czajka – polski strażak, nadbrygadier Państwowej Straży Pożarnej w stanie spoczynku.

## Życiorys
W 1999 ukończył Centralną Szkołę Państwowej Straży Pożarnej w Częstochowie, gdzie również rozpoczął służbę na stanowisku dowódcy zastępu w dziale nauczania w kolejnych latach zajmując stanowiska dowódcy sekcji oraz specjalisty. Na własną prośbę został w październiku 2007 przeniesiony do pełnienia służby w Komendzie Powiatowej PSP w Sandomierzu, gdzie pracował na stanowisku starszego specjalisty. 1 stycznia 2008 został powołany na zastępcę komendanta, zaś 24 kwietnia 2015 na komendanta powiatowego PSP w Sandomierzu. 15 stycznia 2016 został Adam Czajka został powołany na stanowisko Świętokrzyskiego Komendanta Wojewódzkiego PSP w Kielcach, zaś 5 maja 2018 odebrał akt mianowania na stopień nadbrygadiera z rąk prezydenta RP Andrzeja Dudy. Odwołany ze stanowiska Świętokrzyskiego Komendanta Wojewódzkiego PSP z dniem 17 czerwca 2019.

## Wybrane odznaczenia[3]
- Brązowy Krzyż Zasługi,
- Brązowy Medal za Długoletnią Służbę,
- Brązowa Odznaka „Zasłużony dla Ochrony Przeciwpożarowej”,
- Złoty Medal „Za Zasługi dla Pożarnictwa”,
- Srebrny Medal za Zasługi dla Policji